# Майзах
Майзах (нім. Maisach) — громада в Німеччині, розташована в землі Баварія. Підпорядковується адміністративному округу Верхня Баварія. Входить до складу району Фюрстенфельдбрук.
Площа — 53,45 км2. Населення становить 14 182 ос. (станом на 31 грудня 2020).

## Географії

### Адміністративний поділ
Громада  складається з 19 районів:
- Майзах
  - Анцгофен
  - Діпольтсгофен
- Гернлінден
  - Гернлінден-Ост
- Юбераккер
  - Фусберг
  - Фусбергмос
  - Лодергоф
  - Пекльгоф
  - Таль
- Роттбах
  - Дайзенгофен
  - Кухенрід
  - Оберлаппах
  - Прак
  - Унтерлаппах
  - Вайгераус
  - Цетцельгофен
- Гермерсванг
  - Фрауенберг
  - Штефансберг
- Мальхінг
  - Обермальхінг
  - Гальген